# Joodse Omroep
De Joodse Omroep (JO) was een Nederlandse publieke omroep die het jodendom in de breedste zin van het woord belichtte vanuit verschillende invalshoeken, met de joodse religie als bindend element. Het bestuur bestond uit vertegenwoordigers van de drie grote joodse kerkgenootschappen: het Nederlands-Israëlitisch Kerkgenootschap, het Nederlands Verbond voor Progressief Jodendom in Nederland en de Portugees-Israëlietische Gemeente. Primair richtte de Joodse Omroep zich op het Joodse volksdeel in Nederland, maar vond het hiernaast van belang dat de radio- en televisieprogramma's ook werden gevolgd door een algemeen publiek. De Joodse Omroep was een zogenaamde 2.42-omroep (voorheen 39f-omroep), wat inhield dat zij gefinancierd door de rijksoverheid programma's mocht maken, uitgezonden via de Nederlandse Publieke Omroep.
Sinds 2016 heeft het geluid van de Joodse Omroep een plaats in de zendtijd van de Evangelische Omroep (EO).

## Geschiedenis
De zendlicentie lag bij het Nederlands-Israëlitisch Kerkgenootschap (NIK), dat tot 2000 zelf de uitzendingen verzorgde onder NIK Media. De eerste uitzending van deze zendgemachtigde vond plaats in 1973 op de radio. Van 1990 tot 2000 was Dick Houwaart eindredacteur van de Joodse Omroep, afdeling radio. Bekend radioprogramma was onder meer Flavius, een historisch magazine.
In september 2005 werd de naam Joodse Omroep aangenomen. Op 6 december 2012 maakte VVD-staatssecretaris Sander Dekker van Cultuur zijn omroepplannen bekend waarin voor de kleine religieuze omroepen geen plaats meer was. Bij De Wereld Draait Door nam Prem Radhakishun het op voor de JO door te stellen dat daar een uitzondering voor moet worden gemaakt omdat Nederland daar een ereschuld aan heeft. De JO hield per 1 januari 2016 op te bestaan. Het geluid van de JO kreeg echter een plaats in de zendtijd van de Evangelische Omroep (EO). De laatste uitzending van de JO was een aflevering van het Radio 5-programma De kunst van het luisteren op 27 december 2015. De laatste directeur was Alfred Edelstein. Hij werd eindredacteur Joodse programmering bij de EO.

## Inhoud
Via radio en televisie kwamen met grote regelmaat allerlei onderwerpen aan de orde die betrekking hadden op de Joodse gemeenschap, het joodse geloof of de joodse cultuur en tradities. Bij de programmering stond het overbrengen van kennis over het jodendom - in welke vorm dan ook - centraal. Dat gebeurde bijvoorbeeld door het uitzenden van een televisieserie over een markante persoonlijkheid of bijzondere Joodse gemeenschap, een radioreportage over een Joods evenement of door een internetspecial, die op zichzelf kon staan of extra informatie bevatte over een uitzending.
De Joodse Omroep zond eens in de twee weken programma's uit op de televisiezender Nederland 2 (meestal in het weekend met een herhaling door de week) en iedere zondag op NPO Radio 5 (De kunst van het luisteren, in de zomer afgewisseld door Mozes, oftewel 'Muziek Op Zondag En Sjabbes').
Met ingang van januari 2010 had de omroep zijn programmering geheel vernieuwd en richtte de Joodse Omroep zich op een breder en jonger publiek. In oktober 2015 won de omroep de Europese filmprijs Prix Europa 2015 voor de documentaire Little Angels. De prijs werd in Berlijn uitgereikt aan regisseur Marco Niemeijer.

## Programma's
Enkele voorbeelden van succesvolle en goed bekeken televisieprogramma's zijn:
- Zoek de verschillen, waarin Joodse jongeren zonder te weten waar ze belanden een onbekende en exotische Joodse gemeenschap bezoeken;
- Gelukkig oud in Beth Juliana, reportages uit 2012 over het Nederlandse bejaardenhuis Beth Juliana in Herzliya nabij Tel Aviv. Het bejaardenhuis werd in 1979 opgericht. Veel Joodse Nederlanders, die na de oorlog naar Israël trokken, brengen hier hun oude dag door. In elke aflevering stonden enkele ouderen centraal;
- De serie Witz, waarin Horace Cohen de leukste fragmenten van Joodse komieken presenteert uit binnen- en buitenland, van Max Tailleur tot Jerry Seinfield en van Jackie Mason tot Ian Stone;
- De reportageserie Dwars door de diaspora, waarin zes Joodse jongeren dwars door Europa en Noord-Afrika op zoek gaan naar hun roots;
- Doctor Jost, over het wel en wee van een Nederlandse veearts in Israël;
- De kookspelshow Go Go, Kosher!;
- De documentaireserie Story of the Jews, waarin de oorsprong van het Jodendom van New York tot Odessa en van Berlijn tot Jeruzalem voert.